# Latour-de-France
Latour-de-France (okzitanisch Triniac / La Tor de Triniac) ist eine Gemeinde mit 1.044 Einwohnern (Stand 1. Januar 2022) im Département Pyrénées-Orientales in der südfranzösischen Region Okzitanien.

## Lage
Latour-de-France liegt an einer Flussschleife des Agly im Osten des Fenouillèdes, etwa 29 Kilometer (Fahrtstrecke) in nordwestlicher Richtung von Perpignan entfernt. Der Weinort Caramany liegt etwa 13 Kilometer südwestlich. Das Gemeindegebiet ist Teil des Regionalen Naturparks Corbières-Fenouillèdes.

## Bevölkerungsentwicklung
| Jahr      | 1968 | 1975 | 1982 | 1990 | 1999 | 2007 |
| Einwohner | 1047 | 1019 | 1078 | 833  | 885  | 1052 |

## Wirtschaft
Haupterwerbszweig der Einwohner von Latour-de-France ist die Land- und Forstwirtschaft und hier vor allem der Weinbau an den sonnenverwöhnten Südhängen.

### Weinbau
Wie die Ortschaften Lesquerde, Caramany und Tautavel hat Latour-de-France eine Sonderrolle innerhalb des großen Weinbaugebietes der Côtes du Roussillon-Villages inne, denn die Weine gelten als besonders qualitätvoll und dürfen unter der jeweiligen Ortsbezeichnung vermarktet werden. Angebaut werden die Rebsorten Syrah, Grenache und Carignan, mit denen vorwiegend Rotweine erzeugt werden. Außerdem wird in Latour-de-France und Umgebung der Likörwein Rivesaltes gekeltert.

### Tourismus
Obwohl der Ort nicht als Touristenort im herkömmlichen Sinne bezeichnet werden kann, spielen der Weintourismus und die Vermietung von Ferienhäusern (gîtes) eine wichtige Rolle im Wirtschaftsleben der Gemeinde.

## Geschichte
Die Völker und Kulturen vergangener Epochen (Megalithkulturen, Keltiberer, Römer, Westgoten u. a.) haben auf dem Gebiet von Latour keinerlei archäologische Spuren hinterlassen. In karolingischer Zeit gehörte die Vizegrafschaft des Fenouillèdes zur Grafschaft Bésalù, später dann – bis zum Jahr 870 – zur historischen Grafschaft Razès. Bereits im 11. Jahrhundert hatte Latour eine Burg mit einem wahrscheinlich markanten Turm. Im 11. und 12. Jahrhundert war das Fenouillèdes zwischen dem Königreich Aragón und den südfranzösischen Grafschaften Foix und Carcassonne sowie dem Erzbistum Narbonne umstritten. Im 13. Jahrhundert war Latour eine Zeitlang Grenzstadt – ein Grenzstein (La Roque d'en Talou) mit dem Wappen der damaligen Herren von Latour (Seigneurs de Montesquieu) und dem Kreuz Aragons hat sich erhalten.
Die Unterzeichnung des Pyrenäenfriedens im Jahr 1659 beendete die Gebietsansprüche der spanischen Krone auf Nordkatalonien. Im Zuge der Französischen Revolution wurde das Fenouillèdes – zusammen mit den anderen fünf Comarcas Nordkataloniens – dem neugeschaffenen Département Pyrénées Orientales zugeschlagen.

## Sehenswürdigkeiten
- Die Pfarrkirche Notre-Dame-de-l'Assomption ist die einzige Sehenswürdigkeit des Ortes. Der gerade Chorschluss stammt – unter der Einbeziehung von älteren Bauteilen – wohl noch aus dem 15. Jahrhundert; das einschiffige Langhaus wurde im 17. Jahrhundert neugebaut. Der Weg vor dem Portal ist mit schönen geometrischen Mustern aus Flusskieseln gepflastert. In ihrem Inneren finden sich diverse Ausstattungsgegenstände (Altar, Bilder, Statuen) aus dem 17. und 18. Jahrhundert.
- Die Chapelle Saint Martin aus dem 12./13. Jahrhundert wurde schon vor langer Zeit in ein Wohnhaus umgewandelt.